# Sat-Okh

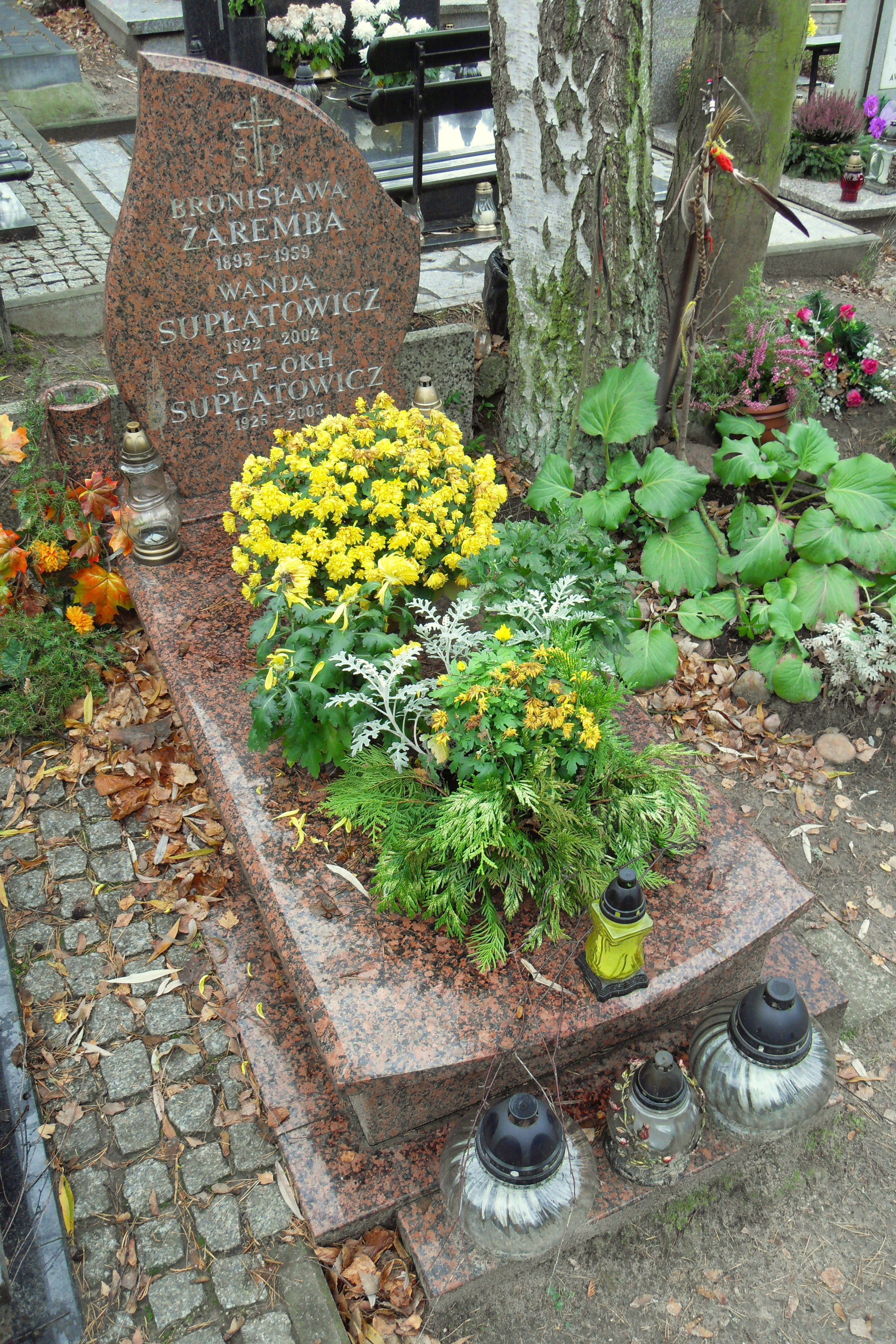
Grób na gdańskim Cmentarzu Srebrzysko

Sat-Okh, właśc. Stanisław Supłatowicz, ps. „Kozak” (ur. prawd. 15 kwietnia 1925 w Kanadzie, zm. 3 lipca 2003 w Gdańsku) – polski pisarz, gawędziarz i artysta, podający się za pół-Indianina z plemienia Shawnee (polska forma Szawanezi).

## Życiorys
Na temat wczesnego życia Supłatowicza nie są znane żadne oficjalne zapisy. Według własnych, podważanych przez niezależnych badaczy relacji urodził się w osadzie Indian w dorzeczu rzeki Mackenzie w Kanadzie i wychowywał się wśród Indian w Kanadzie. Miał być synem polskiej uciekinierki z Syberii Stanisławy Supłatowicz oraz wojennego wodza plemienia Szaunisów (Szawanezów) Leoo-Karko-Ono-Ma (Wysokiego Orła), choć w rzeczywistości w języku shawano imię to powinno mieć postać Molspiepelethi, poza tym Szaunisi nie znali dźwięku „r”, który nie występuje w językach algonquian. Natomiast występujący w jego literackim pseudonimie człon „pióro” określa szauniskie słowo mikona (meek o nah – transkrypcja angielska). Poza tym, użyte nazewnictwo w rzekomo autobiograficznej powieści Ziemia Słonych Skał nie pochodzi z języka Szaunisów.
Według wersji życiorysu spopularyzowanej przez Supłatowicza jego matka Stanisława poślubiła Leona Supłatowicza w Radomiu w początkach XX w., a następnie podążyła za nim na zesłanie na Syberię, gdzie zmarł w Kireńsku. Stanisława została skierowana na Czukotkę, skąd zbiegła do Alaski w 1916 (według innej wersji zesłańcem był ojciec Stanisławy, który towarzyszył jej aż na Alaskę). Tam zaopiekowało się nią plemię rdzennych mieszkańców i została żoną wodza tej społeczności. Po tym, jak Stanisława dowiedziała się od cudzoziemca mówiącego po polsku o uzyskaniu przez Polskę niepodległości, podjęła decyzję o powrocie do kraju urodzenia z młodszym synem, zwanym Długie Pióro. W ten sposób w 1937 lub 1938 roku Supłatowicz przybył wraz z matką do Polski, gdzie matka wyrobiła mu metrykę, w której zmieniła część jego danych, ukrywając jego indiańskie pochodzenie. W tworzonej dokumentacji jako miejsce urodzenia wpisano Aleksiejewkę w Rosji, rok urodzenia zmieniono na 1925, a jako ojca wpisano Leona Supłatowicza, pierwszego męża matki. Po nim otrzymał także nazwisko, natomiast na imię wybrano męską formę imienia matki – Stanisław. Zamieszkał w Radomiu.
Według ustaleń Dariusza Rosiaka Stanisława Supłatowicz złożyła jednak wniosek o wydanie dowodu osobistego w Radomiu 22 marca 1928.
Według własnej narracji po klęsce polskiej armii w czasie wojny obronnej Sat-Okh podjął naukę na tajnych kompletach oraz zaangażował się w działalność w SZP i ZWZ. W 1940 roku został aresztowany przez gestapo i skierowany do obozu koncentracyjnego w Auschwitz, jednak podczas transportu do obozu wyskoczył z wagonu bydlęcego i uciekł. W czasie ucieczki został ranny, ukrywał się na wsi. Następnie został żołnierzem Armii Krajowej (ps. „Kozak”), walczył w III batalionie 72 pułku piechoty AK w rejonie Częstochowy, w Okręgu AK „Jodła”. Wielokrotnie ranny, za męstwo w walce odznaczony Krzyżem Walecznych. Po wojnie za przynależność do AK miał być aresztowany i uwięziony. Według jednak Dariusza Rosiaka i Jacka Podsiadły, Supłatowicz dawniej podawał, że od 1944 roku walczył w partyzantce w oddziale Gwardii Ludowej (dowodzonym przez Rosjanina „Lońkę”), a dopiero około 1989 roku zaczął twierdzić, że należał do AK; nie był również nigdy represjonowany przez władze.
W 1945 roku podjął naukę w Centralnej Szkole Oficerów Polityczno-Wychowawczych w Łodzi, której nie skończył, lecz przeniósł się do Marynarki Wojennej i w 1947 roku został zawodowym podoficerem. Od 1960 roku przez wiele lat pływał jako marynarz na statkach Polskich Linii Oceanicznych, w tym na MS Batory. Należał do PZPR i od początku był na statkach sekretarzem Oddziałowej Komórki Partyjnej. Osiadł na stałe w Gdańsku Wrzeszczu (przy al. Wojska Polskiego), założył rodzinę.
W 1958 roku zaczął pisać książki odnoszące się do swojej indiańskiej przeszłości, tłumaczone na wiele języków świata. W latach 70. uczestnik licznych spotkań autorskich i telewizyjnych programów dla młodzieży („Teleranek”, „Ekran z bratkiem”). Uważany za jednego z pionierów ruchu indianistów w Polsce, współtwórcę i czołową postać nieformalnego Polskiego Ruchu Przyjaciół Indian (PRPI). Zajmował się także wyrobem indiańskiego rękodzieła, malował, pisał też wspólnie z Yáckta-Oya.
Zmarł na raka trzustki 3 lipca 2003 roku w Szpitalu Marynarki Wojennej w Gdańsku, a 8 lipca został pochowany na gdańskim Cmentarzu Srebrzysko (rejon X, kwatera II, rząd 4).
Trzykrotnie żonaty. Jego drugą żoną była Wanda Zaremba (1922–2002). W grudniu 2002 zawarł związek małżeński z Barbarą Ciesielską.

## Kontrowersje dotyczące indiańskiego pochodzenia
Istnieje sporo nieścisłości dotyczących pochodzenia i biografii Sat-Okha, powstałych również za sprawą niekonsekwentnych wypowiedzi samego Supłatowicza. Np. w jednym z wywiadów utrzymywał, że jego siostra nazywała się Spadająca Gwiazda, podczas gdy we wcześniej wydanych wspomnieniach z dzieciństwa zamieszczonych w opowieści Ziemia Słonych Skał z 1958 r. nazywał ją Smukłą Brzozą. Twierdził (co jest odnotowane także w pracy Katarzyny Krępulec Stanisław Supłatowicz. Niezwykła biografia Sat-Okha), że będąc marynarzem na Batorym spotkał się w Kanadzie z siostrą Spadającą Gwiazdą i szwagrem Donem Eagle, wodzem Mohawków, którzy niedługo później zostali zamordowani przez białych rasistów. W rzeczywistości, ów Don zwał się Carl Donald Bell i był znanym kanadyjskim zapaśnikiem o przydomku ringowym Chief (Wódz) Don Eagle, który w depresji (wg policyjnego protokołu) popełnił samobójstwo w swoim domu w rezerwacie Mohawków Kahnawake pod Montrealem, zaś rzekoma siostra Sat-Okha to urodzona na Florydzie w 1940 r. Jean Eagle – kelnerka z baru golfowego w rezerwacie – druga żona (lub konkubina) Dona, obwiniana przez tamtejszą społeczność o jego śmierć. Została odnaleziona w spalonym samochodzie na drodze do Deers Mohawk Beach na terenie rezerwatu. St. Supłatowicz opowiadał, że matka, wyrabiając mu w Polsce metrykę, zatroszczyła się, by nie pojawiły się w niej żadne informacje o jego pochodzeniu. Wielu dziennikarzy i reporterów ubarwiało jego historię, dopasowując ją do aktualnych wymogów politycznych lub własnych celów. Niektórzy badacze biografii Sat-Okha kwestionują jego indiańskie pochodzenie, twierdząc, iż urodził się w latach 20. XX w. w Radomiu lub na terenie b. ZSRR. Supłatowicz zaprzeczał tym informacjom. Natomiast wspomniana wyżej jego domniemana siostra nie mogła być jego krewną, bowiem urodziła się w 1940 r. (zmarła w wieku 28 lat), a więc już po rzekomym wyjeździe Sata i jego matki z Kanady do Polski.
„Indiańskie” nazewnictwo użyte w jego rzekomo autobiograficznej powieści Ziemia Słonych Skał, czy to w odniesieniu do imion, nazw zwierząt, czy wtrącanych czasem słówek, nie znajduje się w dostępnych słownikach języka shawano (np. Vocabulary of Shawnee Cummingsa, czy Lexicon Tribe Absente Shawnee), a, co najistotniejsze, również w leksykonach innych języków indiańskich – szczególnie algonkińskich (do tej grupy należy mowa Szaunisów).
W roku 2017 ukazała się książka reporterska Dariusza Rosiaka Biało-czerwony. Tajemnica Sat-Okha, w której autor na podstawie swoich dociekań przedstawił krytyczne wnioski wobec indiańskiego pochodzenia Stanisława Supłatowicza.

## Kontrowersje dotyczące twórczości literackiej
Według Dariusza Rosiaka, pisma urzędowe pochodzące od Supłatowicza zawierają błędy stylistyczne i ortograficzne, pozwalające podawać w wątpliwość autorstwo jego książek. Sam Supłatowicz ukończył tylko siedem klas szkoły powszechnej oraz kursy wojskowe i zadebiutował w 1956 roku w „Dzienniku Bałtyckim” fragmentem pamiętnika, który Rosiak określił jako „nieporadny”. Debiutancką powieść Ziemia Słonych Skał z 1958 roku Supłatowicz zadedykował: „Jerzemu Broszkiewiczowi, który pomógł mi opowiedzieć historię mego dzieciństwa”, i według Rosiaka Jerzy Broszkiewicz był jej faktycznym autorem, który zredagował opowieści Sat-Okha, za co według umowy z wydawnictwem otrzymał jedną trzecią honorarium. Również kolejna powieść Biały mustang została według Rosiaka napisana przez Broszkiewicza. Dalsze dwie powieści z lat 70. zostały wydane po rosyjsku w ZSRR we współautorstwie z Antoniną Rasułową, a następnie ukazała się tam biografia pisarza we współautorstwie z Nikołajem Wnukiem, oceniana jako propagandowy utwór komunistyczny.
Kolejna powieść w języku polskim: Fort nad Athabaską (1985) została napisana na takiej samej zasadzie we współautorstwie ze Sławomirem Bralem (Yáckta-Oya). Według Leszka Michalika, on był faktycznym nieujawnionym autorem kolejnej powieści Głos prerii z 1990 roku na podstawie pomysłu Sat-Okha i otrzymał za to od niego całość honorarium. Leszek Michalik był według siebie autorem także kolejnej powieści Tajemnica Rzeki Bobrów (1996), której miał być współautorem, lecz została wydana przez Sat-Okha samodzielnie, przez co Michalik zarzucił mu publicznie plagiat.

## Upamiętnienie
W Wymysłowie niedaleko Tucholi znajduje się prywatne Muzeum Indian Ameryki Północnej im. Sat-Okha.
W 2011 roku rozpisano konkurs na patronów dla tramwajów PESA 120NaG kursujących po Gdańsku. Wśród wybranych postaci historycznych znalazł się także Sat-Okh (numer boczny 1017).
W 2016 nadano nazwę „Indiańska Droga Sat-Okha” odcinkowi nowo budowanej drogi trasy S7 biegnącej w granicach gminy Szydłowiec.

## Twórczość
- Ziemia słonych skał (1958)
- Biały mustang (1959)
- Dorogi schodjatsja (w jęz. ros., wspólnie z Antoniną Leonidowną Rasułową) (1973)
- Powstanie człowieka (1981)
- Fort nad Athabaską (wspólnie z Yackta-Oya) (1985)[29]
- Biały Mustang. Baśnie i legendy indiańskie (1987)[30]
- Głos prerii (1990)[31]
- Tajemnica Rzeki Bobrów (1996)[32]
- Serce Chippewaya (1999)[33]
- Walczący Lenapa (2001)[34]